# Batalha de Mohi

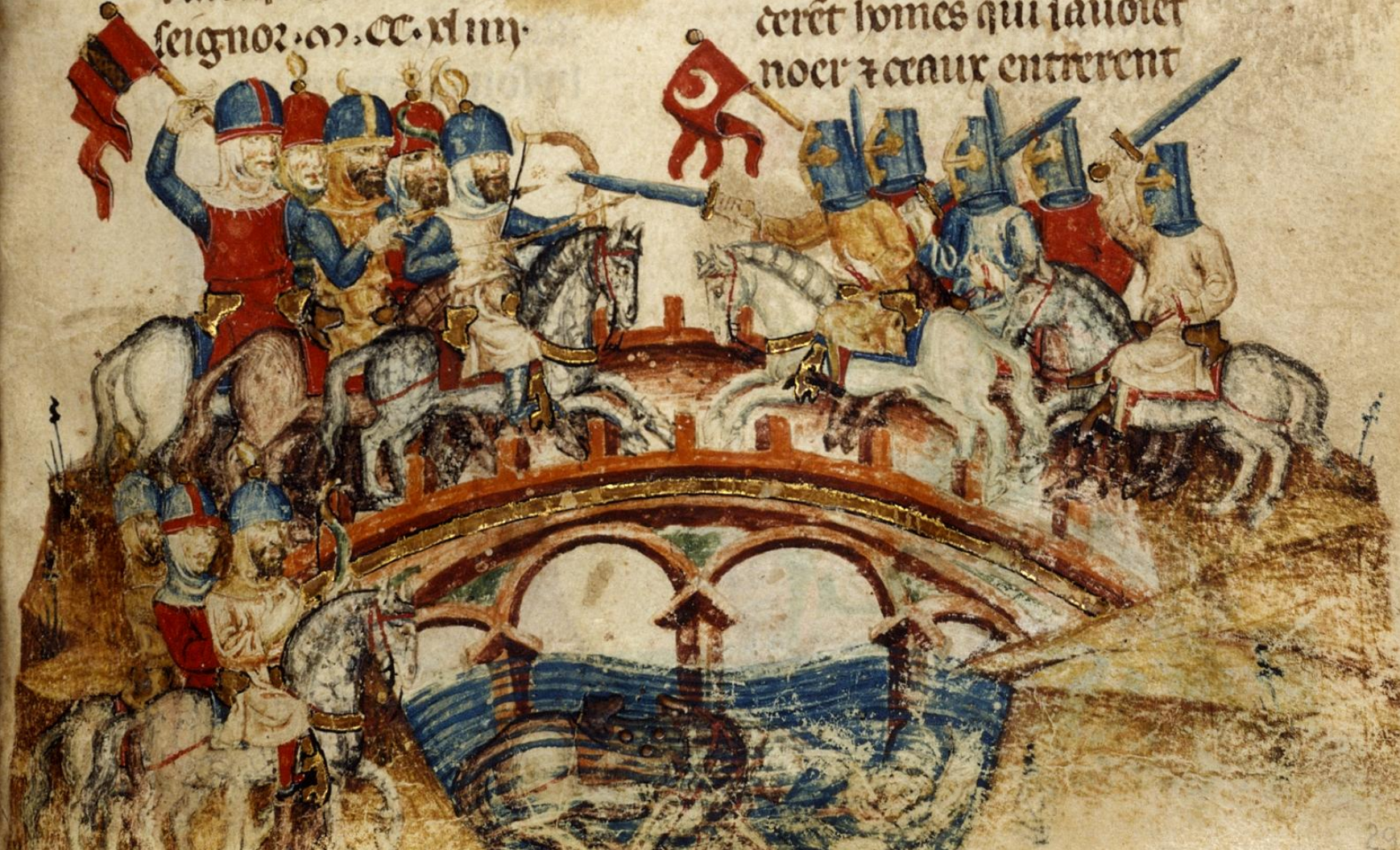
Parte da primeira invasão mongol da Hungria

A Batalha de Mohi, ou Batalha do rio Sajó, ocorrida no dia 11 de abril de 1241, foi a principal batalha entre os mongóis, liderados por Batu Cã e Subedei, e o reino da Hungria durante a invasão mongol da Europa.

## Antecedentes
Em 1223 uma divisão do exército mongol venceu um exército russo-cumano no Rio Kalka, no atual sudeste da Ucrânia. Então os cumanos fugiram para a Hungria.
Em várias ocasiões a Hungria tentou converter os cumanos ao cristianismo e expandir sua influência sob as tribos cumanas nas últimas décadas. O rei Béla IV da Hungria começou então a utilizar o título de "Rei da Cumânia". Quando os refugiados cumanos (cerca de 40 mil pessoas) procuraram asilo em seu reino, parecia ser que uma parte dos cumanos (os quais também eram odiados pelos barões húngaros) aceitaram o domínio húngaro. Os mongóis consideraram os cumanos seus escravos, e viam a Hungria como um rival, e a imigração cumana para a Hungria como um casus belli.
A ameaça mongol alcançou a Hungria durante um período de turbulência política. Tradicionalmente, a base do poder real consistia de vários estatutos como propriedade real. Sob André II, as doações de terras pela coroa alcançou um novo apogeu. Distritos inteiros eram doados. Tanto que André II dizia que a melhor medida da generosidade real é não ter medida. Após Béla IV assumir o trono de seu pai ele começou a reconfiscar as doações de André e executar ou expulsar seus conselheiros.